# Робърт Листън
Робърт Листън FRS (на английски: Robert Liston; 28 октомври 1794 – 7 декември 1847) е британски хирург.
Листън е известен със своята бързина и умения в епохата преди анестетиците, когато скоростта има значение за болката и оцеляването. Педагог, професор в Единбургския университет. Той е първият професор по клинична хирургия в болницата на Университетски колеж Лондон и извършва първата публична операция с помощта на съвременна анестезия в Европа.

## Биография
Rоден е в имението на Екълсмачейн, Западен Лоудиън, западно от Единбург, в семейството на Маргарет Айрланд от Кълрос и нейния съпруг преподобеният Хенри Листън, духовник и изобретател. Неговият дядо – също Робърт Листън, е модератор на Общото събрание на Църквата на Шотландия.
Изучава медицина в Единбургския и Лондонския университети. От 1817 г. живее в Лондон, където чете лекции по анатомия и хирургия.
През 1818 г. става хирург в Кралската болница в Единбург.
След това е професор в Единбургския университет, а през 1834 г. отново се връща в Лондон, където през 1835 г. става първия професор по клинична медицина в болницата на Университетски колеж Лондон. Именно там, на 21 декември 1846 г. извършва първата в Европа операция под съвременна наркоза с използване на етер. Това оставя трайно въздействие върху двама от учениците на Листън: Джеймс Симпсън, който става пионер в използването на хлороформ като анестетик; и Джоузеф Листър, който става пионер в асептичната техника.
Публикува статии в списание „The Lancet“, издава своите „Principes de chirurgie“ (Принципи на хрургията) (1833), ползвали се с огромен успех.
През 1837 г. публикува своя труд „Practical Surgeries“ („Практическа хирургия“), в който аргументира важността на бързите операции: „....тези операции трябва да бъдат предприемани с решителност и да завършват бързо.“ Листън бил известен с умението си да оперира в епохата, предшестваща широкото прилагане на анестезията, когато скоростта на операциите имала голямо значение за повишение на шансовете за оцеляване на пациента при болеви шок. Специалистите наричали Листън „най-бързия скалпел в Уест Енд. Той може да ампутира крак за 2½ минути“.
Прославя се като изтъкнат специалист по хирургични операции за отстраняване на камъни от пикочния мехур.
Той изобретява прозрачен пластир, вид щипки за артерии срещу кръвозагуба (Bulldog forceps) и шина за крака, използвана за стабилизиране на изкълчвания и фрактури на бедрената кост. Те се ползват и до днес.

## Смърт
Умира от аневризма на 7 декември 1847 г. в дома си в Мейфеър.